# Соколов, Аркадий Васильевич (дипломат)
Арка́дий Васи́льевич Соколо́в (1923 — 2005) — советский дипломат, чрезвычайный и полномочный посол.

## Биография
Родился в 1923 году в Ленинграде. 
В 1939-1941 годах — слесарь, помощник машиниста, машинист Осипповичиского депо 
Белорусской железной дороги.
Участник Великой Отечественной войны: курсант полковой школы 1768-го
запасного стрелкового полка, 
командир пулемётного взвода 175-го стрелкового полка Сталинградского фронта.
С июля 1942 по май 1944 — машинист паровоза Кокандского депо Ташкентской железной дороги. С мая по июль 1944 - машинист паровоза Калужского депо Московско-Киевской железной дороги. С июля 1944 
по май 1945 — мастер цеха по ремонту паровозов Осиповичиского депо Белорусской железной дороги. 
В 1946—1947 годах — слушатель Центральных технических курсов министерства путей сообщений СССР. 
В 1947—1949 годах — заместитель начальника Калужского отделе-ния Московско-Киевской железной дороги. 
В 1949—1952 годах — студент 
Московского электромеханического института инженеров железнодорожного транспорта. С июля 1952 по ноябрь 1953 — начальник 
опытного депо экспериментального кольца Всесоюзного НИИ Института министерства путей сообщения (железнодорожного транспорта) 
В 1953—1958 годах  — заместитель начальника, начальник Курского паровозного депо Московской железной дороги. 
В 1959 заочно окончил Всесоюзный институт инженеров железнодорожного транспорта 
и получил вторую специальность инженера-электромеханика. 
С ноября 1958 по июнь 1960 года — 1-й секретарь Кировского райкома КПСС
города Курска. 
В 1960—1965 годах — заместитель заведующего, заведующий про-
мышленно-транспортным отделом, секретарь, 2-й секретарь Курского обкома КПСС. 
С января по сентябрь 1965 года —1-й секретарь Курского горкома КПСС
В 1965—1968 годах — слушатель ВДШ МИД СССР.
В 1968—1971 годах — советник посольства СССР в Болгарии.
В 1971—1974 годах — генеральный консул СССР в Стамбуле (Турция).
С 18 сентября 1974 по 24 ноября 1977 года — чрезвычайный и полномочный посол СССР в Чаде.
С 1978 года — на ответственной работе в центральном аппарате МИД СССР.
Похоронен на Ваганьковском кладбище в Москве.

## Награды
- Орден Отечественной войны II степени (1985)
- Орден «Знак Почёта» (1981)
- Орден «Знак Почёта» (1971)[2]
- Медаль «За победу над Германией в Великой Отечественной войне 1941—1945 гг.» (1945)